# Mulegé (kommun)
Mulegé är en kommun i västra Mexiko och är belägen på halvön Baja California. Den omfattar den nordligaste delen av delstaten Baja California Sur och är med sina 33 092 km² den till ytan näst största kommunen i landet, efter Ensenada. Folkmängden uppgår till cirka 60 000 invånare. Administrativ huvudort är Santa Rosalía, medan den största orten är Guerrero Negro.

## Orter
De folkrikaste orterna 2013 var:
1. Guerrero Negro, 13 848 invånare
2. Santa Rosalía, 13 196 invånare
3. Villa Alberto Andrés Alvarado Arámburo, 7 720 invånare
4. Heroica Mulegé, 4 173 invånare
5. Bahía Tortugas, 2 896 invånare